# Tetramorium kelleri
Tetramorium kelleri är en myrart som beskrevs av Auguste-Henri Forel 1887. Tetramorium kelleri ingår i släktet Tetramorium och familjen myror. Inga underarter finns listade i Catalogue of Life.

## Bildgalleri

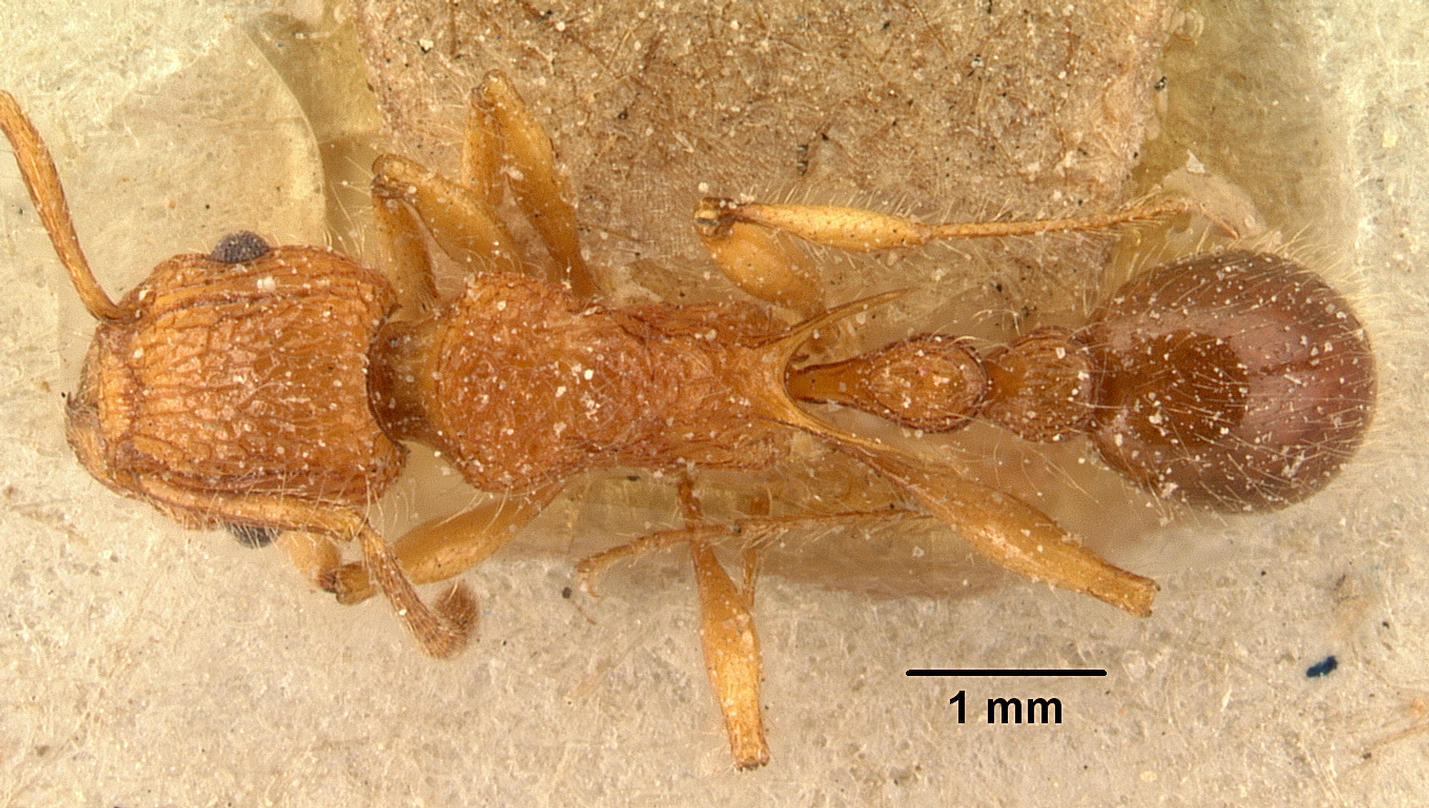
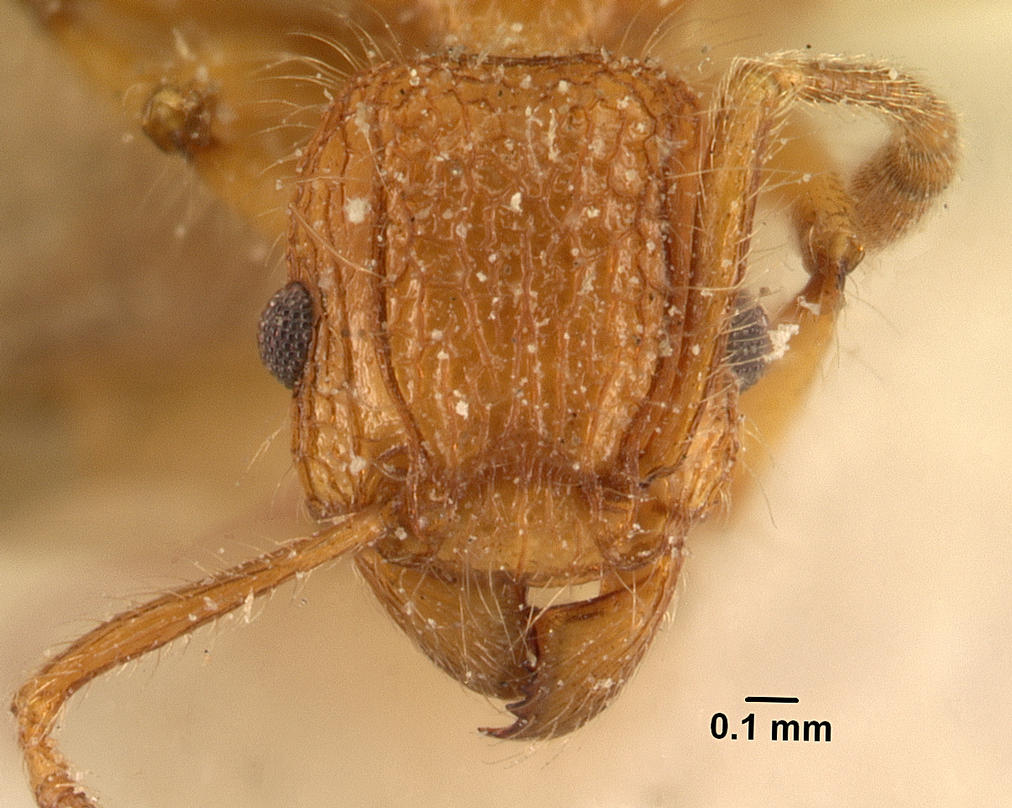
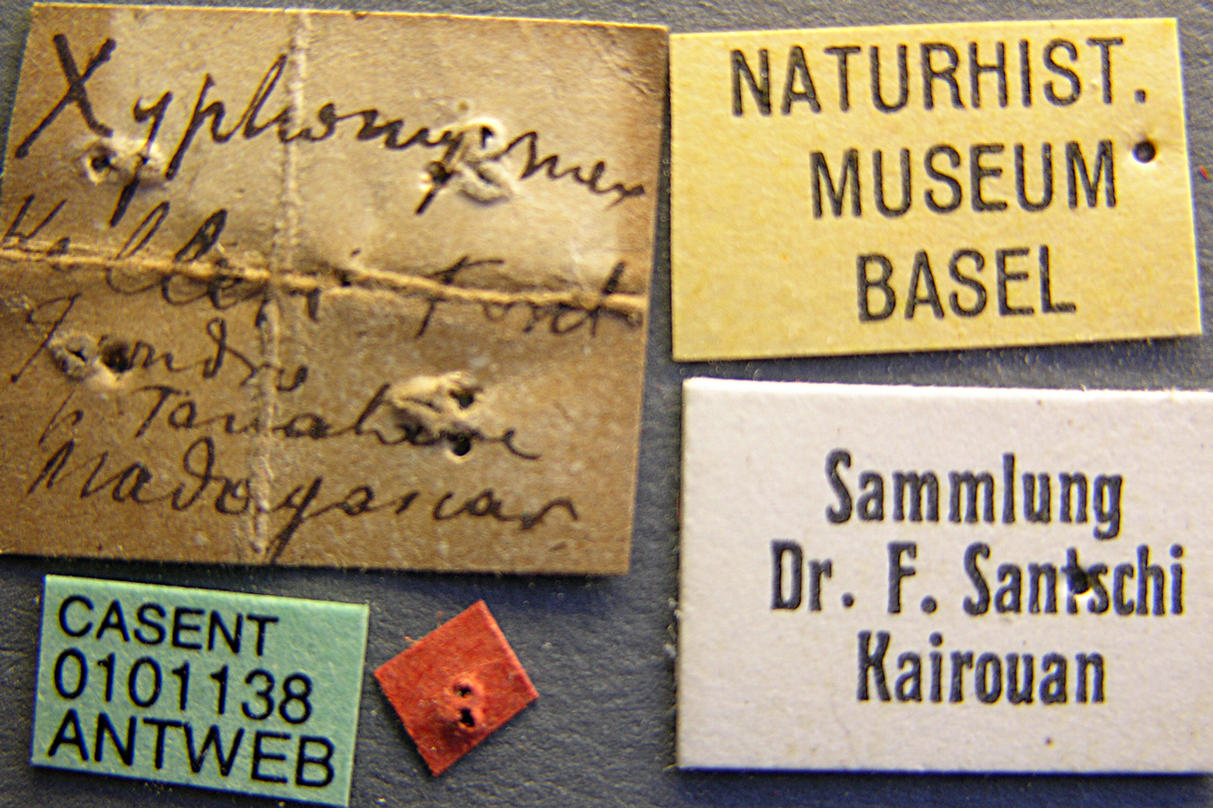
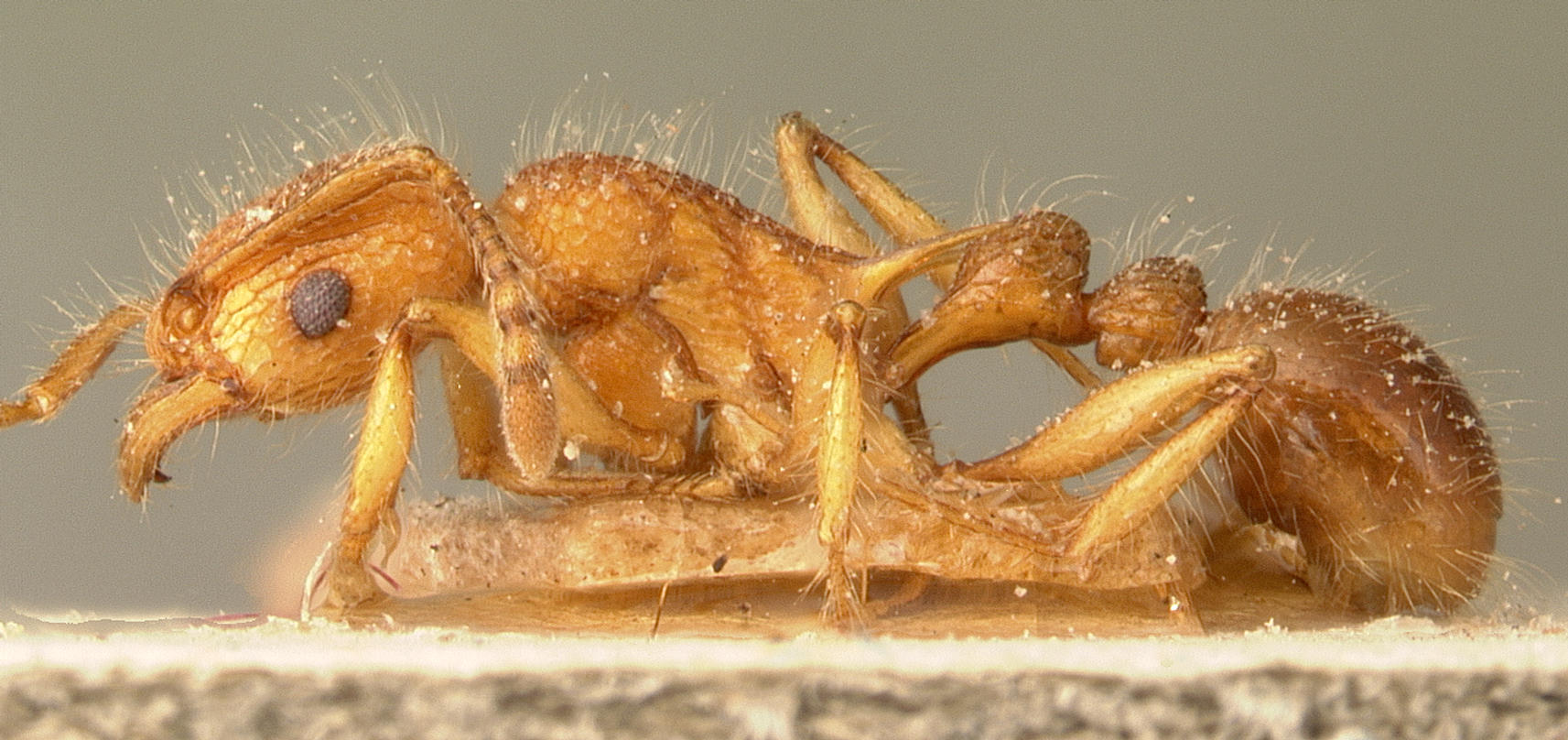
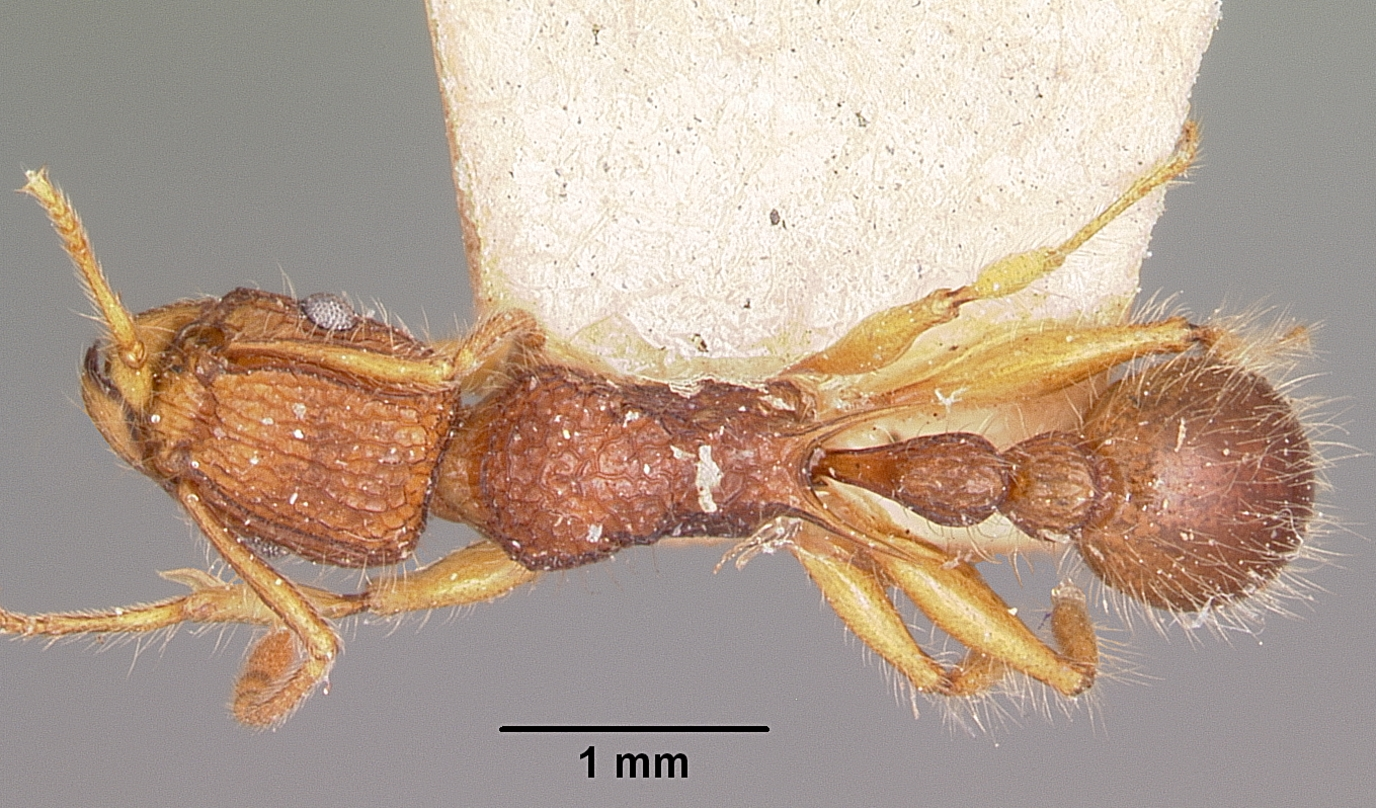
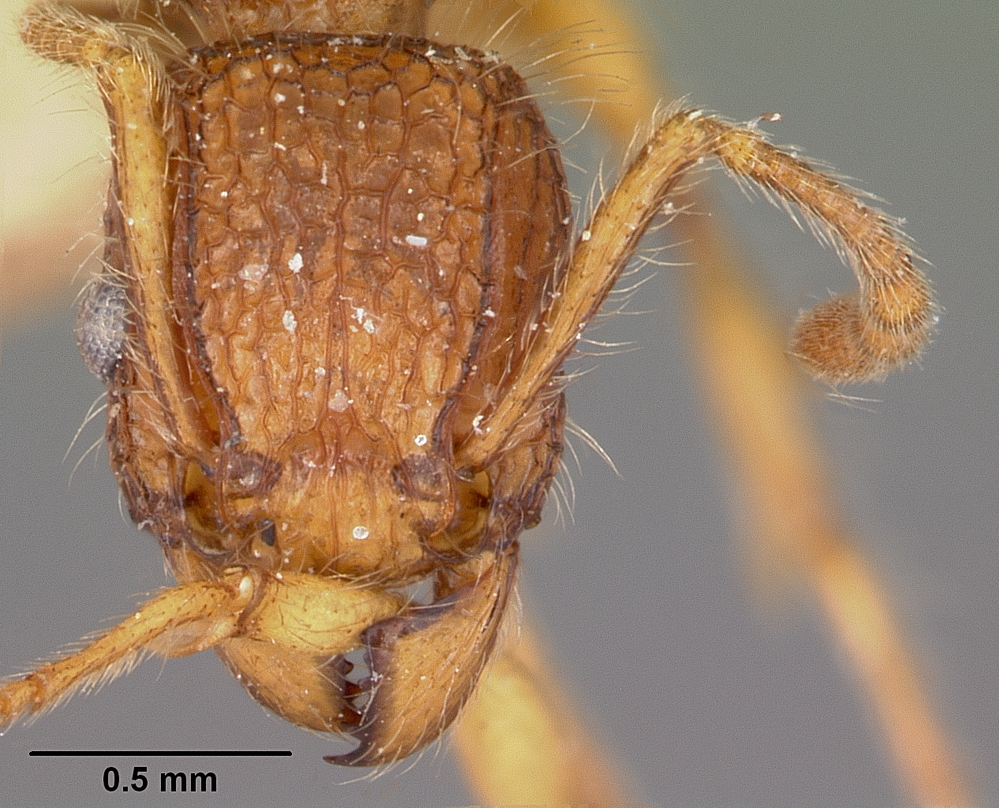